# 岡嶋二人
岡嶋 二人（おかじま ふたり）は、日本の推理作家であり、井上泉（いのうえ いずみ、1950年 - 、多摩芸術学園映画科中退）と徳山諄一（とくやま じゅんいち、1943年 - 2021年11月8日、法政大学経済学部中退）によるコンビのペンネーム。名前の由来は「おかしな二人」。代表作は『そして扉が閉ざされた』『99%の誘拐』『クラインの壺』

## 略歴
- 1975年 - コンビ結成。江戸川乱歩賞への応募を始める。
- 1981年 - 『あした天気にしておくれ』が第27回江戸川乱歩賞候補となるも落選。
- 1982年 - 『焦茶色のパステル』で第28回江戸川乱歩賞受賞。デビュー作になる。
- 1984年 - 『あした天気にしておくれ』が第5回吉川英治文学新人賞候補となるも落選。
- 1985年 - 『チョコレートゲーム』で第39回日本推理作家協会賞長編賞受賞。
- 1986年 - ゲームブックの『ツァラトゥストラの翼』刊行。
- 1988年 - 『99%の誘拐』で、翌年第10回吉川英治文学新人賞受賞。
- 1989年 - 『クラインの壺』刊行を最後に、コンビを解消。その後、井上泉は井上夢人の筆名で創作活動を続けている。徳山諄一も田奈純一と変え、テレビ番組「マジカル頭脳パワー!!」の推理ドラマのトリックメーカーとして参加していた。
- 2005年 - 『99%の誘拐』が「この文庫本がすごい!」2005年1位に選ばれた。
- 2011年 - それまで書籍化されていなかった短編三作を『記録された殺人』に増補・再編集した短編集『ダブル・プロット』を刊行。これで、書籍化されていない岡嶋二人の小説はショート・ショート「地中より愛をこめて」一編となった。
- 2021年 - 11月8日、徳山諄一が死去。78歳没。井上夢人（井上泉）がTwitterにて同月14日に報告を行った[1]。

## 概要
世界ではコンビで執筆するペンネームは珍しいものではないが、日本ではそれほど例がない。
作品の中には、二人の個性のうちの一方が強く反映されているものもある。初期の作品は競馬を題材にとったものが多い。競馬・スポーツの知識は徳山に、映像・パソコンの知識は井上に拠っているといわれる。井上は初期のパーソナルコンピュータが「マイコン」と呼ばれていた時代からのコンピュータ愛好家であり、親指シフトの支持者でもある。豊富なアイディアを軽快で抑制の効いた文体でまとめあげ、ユーモラスなタッチのものも少なくない。『ちょっと探偵してみませんか』のようなクイズ集でも高水準の読み物として提供する技量の持ち主で、テーマも多彩なため器用な作家と誤解されるふしもあるが、決して量産はしておらず、苦吟の創作過程はのちの井上の著書で吐露されている。
誘拐をテーマにした作品は高い評価を受け、「バラバラの島田」（死体分断トリックの多い島田荘司）に対比して「人さらいの岡嶋」・「誘拐の岡嶋」と呼ばれることがある。
二人の作業分担は、原則としてプロットが徳山、執筆が井上であったが、中期以降、徳山の示すプロットがだんだんとラフになって井上の負担が増し、末期には井上がプロットの大部分も手がけるケースがあった(逆に徳山のほうが執筆まで手がけた作はない)。最後の長編である『クラインの壺』はほとんど井上の手によるといわれており、それまでの作品とはかなり傾向が異なり、コンビ解消後の井上夢人の処女作である『ダレカガナカニイル…』と多くの共通点を持っている。
日本のミステリにおける大きな主流である、シリーズキャラクター、殺人事件のつく題名、トラベルミステリがきわめて少ない。例外が、捜査ゼロ課シリーズの『眠れぬ夜の殺人』『眠れぬ夜の報復』、山本山シリーズの『三度目ならABC』『とってもカルディア』、沖縄を舞台とした『珊瑚色ラプソディ』、そして『5W1H殺人事件』（のち『解決まではあと6人』に改題）である。他に、1冊のみの連作短編キャラクター物に『なんでも屋大蔵でございます』がある。なお、このポリシーはコンビ解消後の井上夢人にも引き継がれており、1冊限りの連作短編キャラクター物までしか書いていない。
何故か作品中には東京都世田谷区の町が頻繁に登場する。
結成から解散までの経緯は、井上夢人の『おかしな二人 岡嶋二人盛衰記』に詳しい。

## 作品リスト

### 長編小説
- 焦茶色のパステル（1982年9月 講談社 / 1984年8月 講談社文庫 / 2012年8月 講談社文庫【新装版】）
- 七年目の脅迫状（1983年5月 講談社 / 1986年6月 講談社文庫）
- あした天気にしておくれ（1983年10月 講談社 / 1986年8月 講談社文庫）
- タイトルマッチ（1984年6月 角川書店 / 1989年2月 徳間文庫 / 1993年12月 講談社文庫）
- どんなに上手に隠れても（1984年9月 徳間書店 / 1988年9月 徳間文庫 / 1993年7月 講談社文庫）
- チョコレートゲーム（1985年3月 講談社 / 1988年7月 講談社文庫 / 2000年11月 双葉文庫 / 2013年1月 講談社文庫【新装版】）
- 5W1H殺人事件（1985年6月 双葉社）
  - 【改題】解決まではあと6人（1989年4月 双葉文庫 / 1994年7月 講談社文庫）
- とってもカルディア（1985年7月 講談社 / 1988年6月 講談社文庫）
- ビッグゲーム（1985年12月 講談社 / 1988年10月 講談社文庫）
- コンピュータの熱い罠（1986年5月 光文社 / 1990年2月 光文社文庫 / 2001年3月 講談社文庫）
- 七日間の身代金（1986年6月 実業之日本社 / 1990年1月 徳間文庫 / 1998年7月 講談社文庫）
- 珊瑚色ラプソディ（1987年2月 集英社 / 1990年4月 集英社文庫 / 1997年7月 講談社文庫）
- 殺人者志願（1987年3月 光文社 / 1990年11月 光文社文庫 / 2000年6月 講談社文庫）
- ダブルダウン（1987年7月 小学館 / 1991年11月 集英社文庫 / 2000年1月 講談社文庫）
- そして扉が閉ざされた（1987年12月 講談社 / 1990年12月 講談社文庫）
- 眠れぬ夜の殺人（1988年6月 双葉社 / 1990年12月 双葉文庫 / 1996年7月 講談社文庫） - 捜査0課シリーズの第一作
- 殺人!ザ・東京ドーム（1988年9月 光文社 / 1991年3月 光文社文庫 / 2002年6月 講談社文庫）
- 99%の誘拐（1988年10月 徳間書店 / 1990年8月 徳間文庫 / 2004年6月 講談社文庫）
- クリスマス・イヴ（1989年6月 中央公論社 / 1991年12月 中公文庫 / 1997年12月 講談社文庫）
- 眠れぬ夜の報復（1989年10月 双葉社 / 1992年4月 双葉文庫 / 1999年7月 講談社文庫） - 捜査0課シリーズの第二作
- クラインの壺（1989年10月 新潮社 / 1993年1月 新潮文庫 / 2005年3月 講談社文庫）

### 連作短編集
- 三度目ならばABC（1984年10月 講談社 / 1987年10月 講談社文庫 / 2010年2月 講談社文庫【増補版】）
  - 【収録作品】 三度目ならばABC / 電話だけが知っている / 三人の夫を持つ亜矢子 / 七人の容疑者 / 十番館の殺人 / プールの底に花一輪
  - 増補版には「はい、チーズ！」を追加収録
- なんでも屋大蔵でございます（1985年4月 新潮社 / 1988年5月 新潮文庫 / 1995年7月 講談社文庫）
  - 【収録作品】 浮気の合い間に殺人を / 白雪姫がさらわれた / パンク・ロックで阿波踊り / 尾行されて、殺されて / そんなに急いでどこへ行く

### 短編集
- 開けっぱなしの密室（1984年6月 講談社 / 1987年7月 講談社文庫）
  - 【収録作品】 罠の中の七面鳥 / サイドシートに赤いリボン / 危険がレモンパイ / がんじがらめ / 火をつけて、気をつけて / 開けっぱなしの密室
- ちょっと探偵してみませんか（1985年11月 講談社 / 1989年3月 講談社文庫）
  - ショートショート25編を収録
- 記録された殺人（1989年9月 講談社文庫）
  - 【収録作品】 記録された殺人 / バッド・チューニング / 遅れて来た年賀状 / 迷い道 / 密室の抜け穴 / アウト・フォーカス
- ダブル・プロット（2011年2月 講談社文庫） - 『記録された殺人』に未収録の三編（シリーズ連作「こっちむいてエンジェル」、「眠ってサヨナラ」、企画物の「ダブル・プロット」）を加えた再編集版で岡嶋二人最後の短編集
  - 【収録作品】 記録された殺人 / こっちむいてエンジェル / 眠ってサヨナラ / バッド・チューニング / 遅れて来た年賀状 / 迷い道 / 密室の抜け穴 / アウト・フォーカス / ダブル・プロット

### アンソロジー
かぎ括弧内が作者の作品
- 電話ミステリー倶楽部（2016年5月 光文社文庫）「電話だけが知っている」

### ノンフィクション
- 熱い砂-パリ〜ダカール11000キロ（1991年2月 講談社文庫）

### ゲームブック
- ツァラトゥストラの翼（1986年2月 講談社 / 1990年5月 講談社文庫）

### 井上泉単独作品
- ふたりは一人（1991年「週刊新潮」連載） - 1992年、新潮社刊行の『ダレカガナカニイル…』に改題・大幅加筆のうえ「井上夢人」のペンネームでソロ再デビュー。

### 徳山諄一単独作品
- キャット・ウォーク（1991年3月号「小説推理」）[2]